# Ricardo Altamirano
Ricardo Daniel Altamirano (Laguna Paiva, Provincia de Santa Fe, 12 de diciembre de 1965) es un exfutbolista argentino. Jugaba como lateral por derecha y su primer equipo fue Unión de Santa Fe, club donde también se retiró. Es tío del futbolista Lionel Altamirano.
Integró el plantel de la Selección de Argentina en las Copas América de 1991, 1993 y 1995; en la Copa FIFA Confederaciones 1992 y en la Copa Artemio Franchi 1993.

Actualmente trabaja en una farmacia.

## Clubes
| Club              | País      | Año       |
| ----------------- | --------- | --------- |
| Unión de Santa Fe | Argentina | 1986-1989 |
| Independiente     | Argentina | 1989-1992 |
| River Plate       | Argentina | 1992-1997 |
| Unión de Santa Fe | Argentina | 1997-1998 |

## Palmarés

### Campeonatos nacionales
| Título           | Club        | País      | Año    |
| ---------------- | ----------- | --------- | ------ |
| Primera División | River Plate | Argentina | A-1993 |
| Primera División | River Plate | Argentina | A-1994 |
| Primera División | River Plate | Argentina | A-1996 |
| Primera División | River Plate | Argentina | C-1997 |

### Campeonatos internacionales
| Título                       | Club        | Sede          | Año  |
| ---------------------------- | ----------- | ------------- | ---- |
| Copa América                 | Argentina   | Santiago      | 1991 |
| Copa Rey Fahd                | Argentina   | Riad          | 1992 |
| Copa Artemio Franchi         | Argentina   | Mar del Plata | 1993 |
| Copa América                 | Argentina   | Guayaquil     | 1993 |
| Copa Libertadores de América | River Plate | Buenos Aires  | 1996 |

### Otros logros
| Título                     | Club              | Sede     | Año  |
| -------------------------- | ----------------- | -------- | ---- |
| Ascenso a Primera División | Unión de Santa Fe | Santa Fe | 1989 |